# جيمس يونغ (لاعب كرة قدم أمريكية)
جيمس يونغ (بالإنجليزية: James Young)‏ هو لاعب كرة قدم أمريكية أمريكي، ولد في 8 يوليو 1950 في هيوستن في الولايات المتحدة.

## وصلات خارجية
- جيمس يونغ على موقع مرجع كرة القدم المحترفة.كوم (الإنجليزية)
- جيمس يونغ على موقع JustSportsStats.com (الإنجليزية)